# Andreae and Associates
Andreae and Associates est une officine américaine privée de lobbying et consulting, basée à Washington, spécialisée depuis 1991 dans la « gestion des risques et les stratégies de relations gouvernementales pour les multinationales opérant sur des marchés émergents et à travers le monde ».

## Intelligence économique, aide et conseil dans le monde des affaires
L'entreprise affirme pouvoir apporter des conseils en matière de risque économique et/ou financier, d'offre d'« informations stratégiques à partir du paradigme des marchés publics », en matière d'entrée sur le marché national ou d'un autre pays, de développement de franchise, de « jumelage d'entreprise à entreprise », de conformité des contrats (ou d'assistance à la rédaction des contrats/propositions)… Et ce, dans le monde entier, et pour de nombreux secteurs économiques : « pétrole et gaz, soins de santé, éducation, tourisme, télécommunications, pharmacie et divertissement... ». Elle propose aussi des services de « diligence raisonnable » (c'est-à-dire de vérifications pour le compte d'un client de l'état de la situation d'un éventuel acquéreur ou investisseur, ou de « concurrents et partenaires actuels et potentiels »).
Pour les entreprises voulant pénétrer le marché public des États-Unis, ce cabinet aide ses clients sous-traitants du gouvernement, à comprendre le processus des FAR « non seulement pour comprendre la loi, mais aussi pour apprécier l'état d'esprit du responsable des marchés et de toute autre partie intéressée ».

## Gestion des risques sociopolitiques
Andreae & Associates dit pouvoir aider ses clients à interpréter et d'anticiper l'effet que l'activité politique (élections en cours ou prévues, ou modifications de la législation y compris) aura sur leurs résultats financiers.
Pour les entreprises voulant pénétrer un marché-cible aux États-Unis, il s'agira notamment d'aider les clients a passer l'examen du Council on Foreign Investment in the US (CFIUS, le comité fédéral multi-agences qui juge si un accord passé avec une (des) société(s) étrangère(s) pose problème en termes de loi antitrust ou en termes de compromission de la sécurité nationale) « et impliquer les décideurs correspondants si nécessaire », et de leur proposer des financements et partenaires potentiels.

## Direction et associés
- Président : 
  - Charles N. Andreae (dit Chip ou Chip Andreae ; détenteur d'une maîtrise en administration publique obtenue à l'Université de Georgetown (1980-1982)[3], et d'un B.A. en sciences politiques et histoire obtenu à l'université Denison, en 1973-1977)[3]. C Andrea est selon lui diplômé en études de sécurité nationale de l’université de Georgetown (où il a étudié en 1981-1982). 
Ancien président de Andreae, Vick and Associates LLC, une officine créée à Washington le 6 juin 1996 et close le 10 novembre 2003, ayant travaillé comme lobbyiste pour 5 entités économiques : BP plc ; U.S.-Colombia Business Partnership, promouvant un partenariat commercial entre les États-Unis et la Colombie ; Eli Lilly and Co. ; Shell International Gas Ltd. ; Pharmaceutical Research and Manufacturers of America, un groupe de pression basé à Washington qui milite pour une forte diminution des lois sur la protection des données médicales personnelles qui selon lui est un frein à la recherche médicale[4])[5]. Charles Andreae est aussi président-fondateur d' Andreae & Associates, Inc. Il s'est avant cela formé durant 13 ans au Capitol Hill, où il dit avoir passé quatre ans à travailler avec le Comité spécial du Sénat sur le renseignement, et cinq ans comme assistant administratif puis chef de cabinet du sénateur conservateur Richard Lugar de l'Indiana (1977-1990)[1],[3]. 
Avec l'Institut républicain international et l'Institut national démocratique, il dit avoir participé à former des partis politiques émergents, durant deux ans en Bulgarie, deux ans en Roumanie et deux ans en Afrique du Sud[1]. Il a été PDG de Bell Pottinger, entreprise basée aux États-Unis, liée au ministère de la Défense, notamment intervenue dans un projet classifié au Moyen-Orient[1] ; Andreae a travaillé avec la CIA en Irak, et serait responsable de fausses vidéos qui ont circulé en étant présentées comme des vidéos de propagande d'Al-Qaïda[6],[7]. Cette entreprise a dû se mettre en faillite à cause de sa participation à un scandale d'influence et de corruption de grande ampleur en Afrique du Sud, révélé en 2017, où Andreae a aidé le clan Gupta, en accord avec le président Jacob Zuma, à noyauter les cercles du pouvoir)[8]. Ce scandale a inclus des modifications d'articles de Wikipédia et des interventions sur des forums consistant à présenter la famille Gupta (et d'autres clients d'Andreae) sous un meilleur jour. 
En 2005, C. Andreae devient coprésident de Partnership for a Secure America, un groupe de pression promouvant une politique étrangère responsable par une action bipartisane[1]. Charles N. Andreae a aussi été Consultant pour le groupe Visa[9] ; il a été inscrit comme lobbyiste auprès du Sénat et de la Chambre, avec comme intitulé de d'action le domaine des relations entre le Qatar et les États-Unis, en tant que représentant son client « Lapis Middle East and Africa » [10]. Mais une enquête administrative conduite par l'Unité FARA de la Section du contre-espionnage et du contrôle des exportations (CES) au sein de la Division « Sécurité nationale » du département de la justice américaine a montré (en 2018) qu'Andrea a fait travailler pour des raisons non expliquée et pour un client mal identifié la société « Lapis Communications » basée aux Émirats arabes unis, société qui fournit des « services » au ministère des Affaires étrangères et de la Coopération internationale des Émirats arabes unis, et qui se présentait comme Agence de communication stratégique active dans tout le Moyen-Orient, l'Afrique du Nord et l'Asie centrale. Or, aux États-Unis, depuis 1938, la loi (Cf. Foreign Agents Registration Act, dit FARA) exige que les lobbyistes ou tout autres agents représentant les intérêts d'une puissances étrangères à titre «politique ou quasi politique» divulguent leurs relations avec ce gouvernement étranger ainsi que certaines informations sur ces activités et les financements liés. « Lapis Communications » a produit avec la société d'Andrea une campagne médiatique de nature politique faisant passer le message que le Qatar soutenait le terrorisme. Cette campagne a été produite par « PIC Media » qui est une filiale de l'agence de lobbying américaine PIC (« Policy Impact Communications » où travaille Alex Braha, qui est la seule associée déclarée de « Andreae and Associates »). Ce travail incluait la production et la diffusion d'un film scénarisé, produit et diffusé par PIC Media, mais aussi d'un site internet et d'une campagne d'influence connexe intitulée « Qatar: A Dangerous Alliance » [11],[12]. En 2997, il était membre d'un groupe d'étude sur « le façonnage des relations américano-chinoises : une stratégie à long terme » ; travail porté par la Chine, l'université Stanford et le Council on Foreign Relations (think tank américain analysant la politique étrangère des États-Unis, et la situation politique mondiale), et sponsorisé par Amoco.
- Vice-présidents :
  - Bill Nixon, ancien journaliste, présenté comme ayant 20 ans d'expérience politique (exécutive et législative) au sein du gouvernement américain, spécialise en communications et la gestion de campagnes électorales…), plus jeune responsable des discours de l'administration Reagan, chargé de communication sur le programme social et sanitaire du président[1]. Au Sénat des États-Unis, il a contribué à des initiatives de politique étrangère et intérieure, dont avec les comités des finances, des affaires gouvernementales et des banques du Sénat. Il a contribué à l'Organisation mondiale du commerce (OMC) et à restructurer l'OTAN après la fin de la guerre froide, tout en travaillant pour l'Assemblée de l'Atlantique Nord (ANA)[1].
  - Browning Rockwell, ayant passé 25 ans dans le marketing international dont en Europe, Asie, Amérique du Sud, Afrique et Moyen-Orient[1].
  - Bob Kelley, conseiller juridique principal ou adjoint au sein du Comité du renseignement du Sénat américain, et du comité de sécurité nationale de la Chambre des représentants des États-Unis, ancien directeur dans les départements d'État et de Défense des États-Unis, ayant passé presque deux ans en Irak comme conseiller de l'ambassadeur Negroponte et pour l'Autorité de la coalition pour les affaires du Congrès américain[1]. À titre privé il a aussi porté des programmes de communication stratégique pour divers gouvernements étrangers (Mozambique, Afrique du Sud, Francfort, en Allemagne, Japan Airlines, la Japan Automobile Manufacturers Association et Motorola au Koweït et Arabie Saoudite[1].
- Associée
  - Alex Braha, détentrice d'une maîtrise en sécurité internationale (de la Josef Korbel School of International Studies de l'université de Denver, présentée comme experte en analyse du renseignement et la sécurité intérieure, notamment pour l'Asie du Sud[1]. Elle a co-écrit un livre blanc commandé par le gouverneur du Colorado sur l'avenir de la sécurité intérieure et de la gestion des urgences, et a participé à une simulation de gestion de crise[1]. Elle travaille aussi pour l'agence de lobbying américaine PIC (« Policy Impact Communications ») créée en 1997 à Washington, et rachetée en 2003 par William Nixon[13].

## Secteur de La défense et du renseignement militaire
Le complexe militaro-industriel est l'un des secteurs notables d'activité de cette officine.

### Relations avec SCL et Cambridge Analytica
Andreae and Associates a notamment été liée au groupe SCL et à certaines de ses filiales, dont au moins Cambridge Analytica et de sa discrète « consœur » canadienne Aggregate IQ. Ces trois entreprises alors très discrètes ont contribué (notamment sous l'égide de Steve Tatham, et avec Iota Global (partenaire régulier du Groupe SCL) à des campagnes de désinformation militaires ciblant un public spécifique, notamment en Afghanistan, et dans d'autres pays où des « Psyops » ont été développées par l'armée anglaise, américaine ou avec l'OTAN (les « Psyops » sont des opérations psychologiques mises en œuvre par des militaires voulant opérer un changement de sentiment de masse dans une population ; ce qu'on désigne autrement en parlant de « gagner les cœurs et les esprits »).
En 2017, dans une opération supposée lutter contre la corruption en Roumanie, Andreae and Associates a passé un contrat de 50 000 $ avec le groupe SCL, contrat signé par Charles Andreae lui-même et par Julian Wheatland (pour le groupe SCL),,.